# Antitrust
Antitrust, também intitulado Conspiracy.com e Startup (bra: Ameaça Virtual; prt: Conspiração.com) é um filme de suspense de 2001 escrito por Howard Franklin e dirigido por Peter Howitt.
Antitrust retrata jovens programadores idealistas e uma grande corporação (NURV) que oferece um salário significativo, um ambiente de trabalho informal e oportunidades criativas para aqueles indivíduos talentosos dispostos a trabalhar para eles. O carismático CEO da NURV (Tim Robbins) parece ser bem-humorado, mas o novo funcionário e protagonista Milo Hoffman (Ryan Phillippe) começa a desvendar a terrível verdade oculta da operação da NURV.
O filme é estrelado por Phillippe, Robbins, Rachael Leigh Cook e Claire Forlani. Antitrust abriu nos Estados Unidos em 12 de janeiro de 2001 e foi geralmente criticado pelos críticos.

## Enredo
Trabalhando com seus três amigos em sua nova empresa de desenvolvimento de software Skullbocks, o graduado da Stanford Milo Hoffman é contatado pelo CEO Gary Winston da NURV (Never Underestimate Radical Vision) para uma posição de programação muito atraente: um salário alto, um ambiente de trabalho quase irrestrito e controle criativo extensivo sobre o seu trabalho. Aceitando a oferta de Winston, Hoffman e sua namorada, Alice Poulson, mudam-se para a sede da NURV em Portland, Oregon.
Apesar do desenvolvimento do principal produto (Synapse, uma rede mundial de distribuição de mídia) estar bem dentro do cronograma, Hoffman logo desconfia do excelente código-fonte que Winston lhe fornece pessoalmente, aparentemente quando mais precisa, enquanto se recusa a divulgar a origem do código.
Depois que seu melhor amigo, Teddy Chin, é assassinado, Hoffman descobre que a NURV está roubando o código de que precisam de programadores de todo o mundo - incluindo Chin - e depois os mata para encobrir seus rastros. Hoffman descobre que a NURV não apenas emprega um sistema de vigilância extensivo para observar e roubar códigos, mas a empresa se infiltrou no Departamento de Justiça dos Estados Unidos e na maior parte da grande mídia. Até a namorada dele é uma fantoche, uma ex-condenada contratada pela empresa para manipulá-lo.
Enquanto procura em um banco de dados secreto da NURV que contém dossiês de vigilância sobre funcionários, ele descobre que a empresa tem informações de natureza muito pessoal sobre uma amiga e colega de trabalho, Lisa Calighan. Quando ele revela a ela que a empresa tem essa informação, ela concorda em ajudá-lo a expor os crimes da NURV ao mundo. Coordenando-se com Brian Bissel, um dos amigos de Hoffman de sua antiga startup, eles planejam usar uma estação local de televisão de acesso público para sequestrar Synapse e transmitir suas acusações contra a NURV para o mundo. No entanto, Calighan acaba por ser uma agente duplo, frustra o plano de Hoffman e o entrega a Winston.
Hoffman já havia confrontado Poulson e a convencida a ficar do lado dele contra Winston e NURV. Quando fica claro que Hoffman não conseguiu, um plano de apoio é posto em ação por Poulson, o quarto membro da Skullbocks, e pela incorruptível firma de segurança interna contratada pela NURV. Enquanto Winston se prepara para matar Hoffman, a segunda equipe usa com sucesso um dos centros de trabalho da própria NURV - "Building 21" - e transmite as evidências incriminatórias, assim como o código Synapse. Calighan, Winston e sua comitiva são publicamente presos por seus crimes. Depois de se separar de uma Poulson redimida, Hoffman reencontra Skullbocks.

## Elenco
- Ryan Phillippe como Milo Hoffman
- Tim Robbins como Gary Winston
- Rachael Leigh Cook como Lisa Calighan
- Claire Forlani como Alice Poulson/Rebecca Paul
- Douglas McFerran como Bob Shrot
- Richard Roundtree como Lyle Barton
- Tygh Runyan como Larry Banks
- Yee Jee Tso como Teddy Chin
- Nate Dushku como Brian Bissel
- Ned Bellamy como Phil Grimes
- Tyler Labine como Redmond Schmeichel
- Scott Bellis como Randy Sheringham
- David Lovgren como Danny Solskjær
- Zahf Hajee as Desi
- Jonathon Young como Stinky
- Peter Howitt como homem sem-teto
- Gregor Trpin como garoto

## Alusões
Roger Ebert achou Gary Winston um pastiche mal disfarçado do empresário Bill Gates; tanto que ficou "surpreso [os roteiristas] não proteger contra o libelo por ter o vilão usando um crachá dizendo: 'Olá! Eu não sou o Bill!'". Similarmente, Ebert sentiu que o NURV "parece muito com Microsoft". Os paralelos entre os gigantes do software fictício e do mundo real também foram desenhados por Lisa Bowman, da ZDNet UK, James Berardinelli, da ReelViews, e Rita Kempley, do The Washington Post. O porta-voz da Microsoft, Jim Cullinan, disse: "Dos trailers, não poderíamos dizer se o filme era sobre [America Online] ou Oracle".

## Produção
A filmagem principal de Antitrust ocorreu em Vancouver, Colúmbia Britânica, Califórnia, e Portland, Oregon.
O Stanley Park, em Vancouver, serviu de base para a casa de Gary Winston, embora o portão da entrada fosse falso. O exterior da casa de Winston era totalmente gerado por computação; apenas a passagem pavimentada e o corpo de água no fundo estão fisicamente presentes no parque. Para fotos posteriores de Winston e Hoffman caminhando ao longo de uma praia perto da casa, a casa CG foi colocada no fundo de Bowen Island, o local de filmagem. Catherine Hardwicke projetou os conjuntos internos para a casa de Winston, que continha várias unidades diferentes, ou "vagens", por exemplo, unidades pessoais, de trabalho e recreação. Nenhuma cena acontece em nenhuma das áreas pessoais; apenas áreas públicas chegaram à tela. Enquanto as pinturas digitais na casa de Winston foram criadas com tecnologia de tela verde, o conceito foi baseado em tecnologia que já estava disponível no mundo real. Os personagens até se referem à casa de Bill Gates que, na vida real, tinha essa arte. As pinturas que apareceram para Hoffman eram de um personagem de desenho animado, "Alien Kitty", desenvolvido por Floyd Hughes especificamente para o filme.

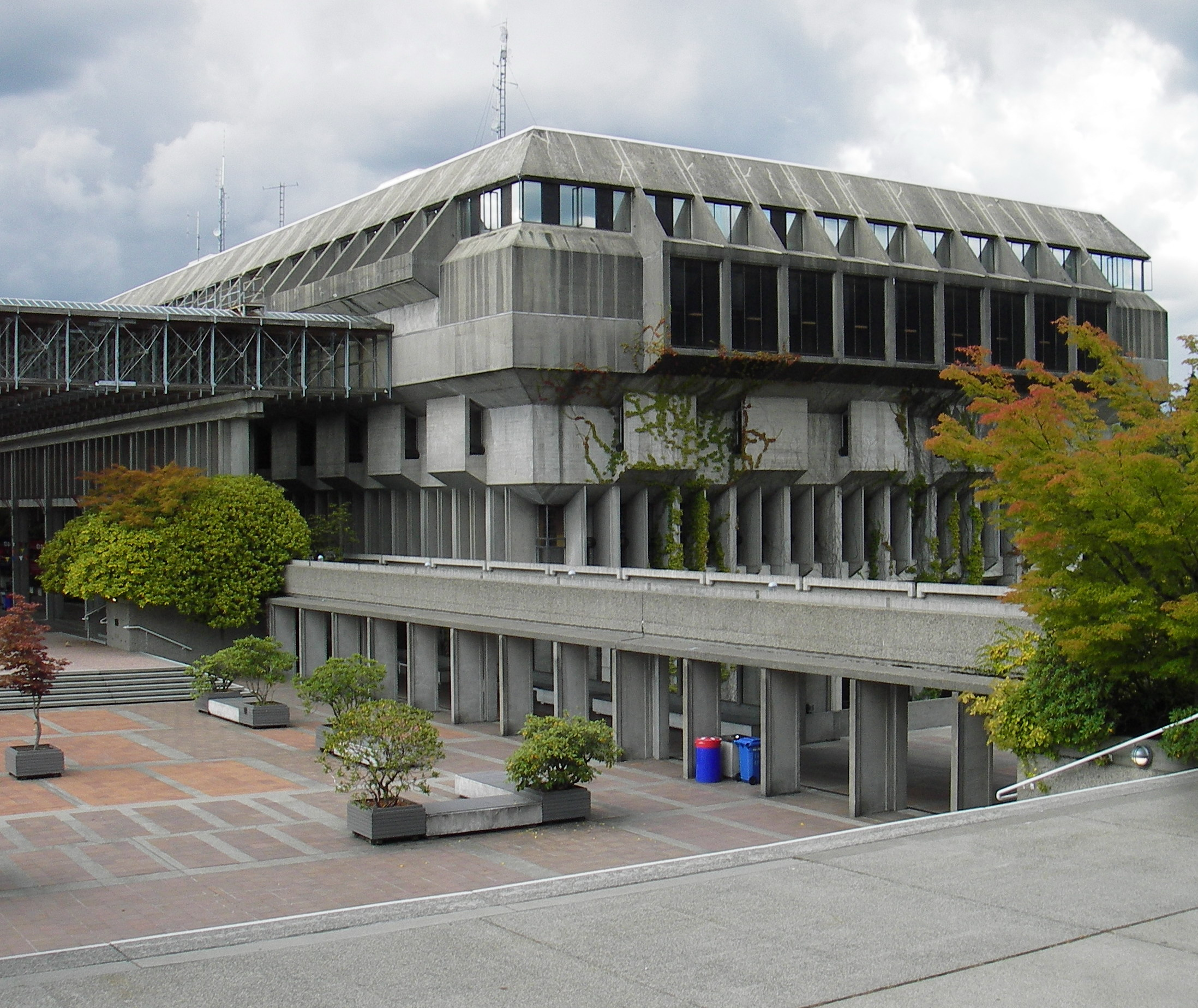
Simon Fraser University serviu como local de filmagem ao ar livre para a sede da NURV.

O campus Burnaby da Universidade de Simon Fraser substituiu as imagens externas da sede da NURV.

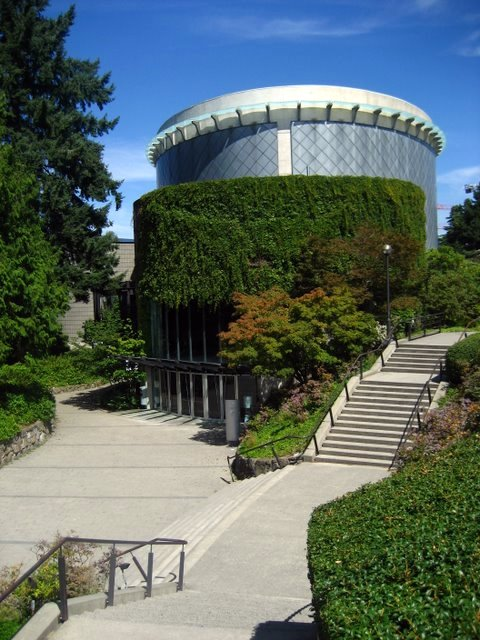
O Chan Centre for the Performing Arts da UBC serviu como local de filmagem interna e inspiração para o "The Egg" da sede da NURV.

O Chan Centre for the Performing Arts da Universidade da Colúmbia Britânica (UBC) foi usado para vários locais internos. O foyer do centro tornou-se a cantina da NURV; o cenário foi inspirado na cantina da Apple Inc., que os produtores viram durante uma visita à sede da empresa. O interior do Chan - usado para concertos - serviu como a forma de "The Egg", ou "The NURV Center", onde o cubículo de Hoffman está localizado. Descrita como "uma grande prancha de surfe" pelo diretor Peter Howitt, a designer de produção Catherine Hardwicke cercou "The Egg" com pranchas de surfe montadas nas paredes; Howitt disse: "A ideia era tornar o NURV um lugar muito legal". Ambos os conjuntos para o prédio 21 da NURV também estavam no campus da UBC. O cenário interno era uma galeria de arte no campus, enquanto o exterior era construído para o filme nos terrenos da universidade. De acordo com Howitt, os estudantes da UBC continuaram tentando roubar as peças do edifício 21.
A nova casa de Hoffman e Poulson - uma casa de verdade em Vancouver - era um local de filmagem "muito apertado" e uma primeira semana muito rigorosa para filmar porque, ao contrário de um conjunto, a equipe não conseguia mover as paredes. A pintura na sala de estar é o produto de um jovem artista de Vancouver, e foi comprada por Howitt como sua primeira obra de arte.
O novo escritório da Skullbocks era um verdadeiro loft, também em Vancouver, na Beatty Street.

### Código aberto
A história de Antitrust história se mostra favorável ao código aberto e seus animados líderes da indústria e profissionais, com as perspectivas de expansão do nível de consciência e conhecimento do público sobre a disponibilidade de software de código aberto. O filme apresenta fortemente o Linux e sua comunidade, usando capturas de tela da área de trabalho do Gnome, consultando profissionais de Linux e incluindo participações especiais de Miguel de Icaza e Scott McNealy (o último aparecendo nos trailers do filme). Jon Hall, diretor executivo da Linux International e consultor do filme, disse "Antitrust é uma forma de trazer o conceito de código aberto e o fato de que existe uma alternativa para o público em geral, que muitas vezes nem sabe que existe um".
Apesar da mensagem do filme sobre a computação de código aberto, MGM não acompanha o conceito através de sua comercialização: o site oficial para o filme Antitrust destaca algumas entrevistas filmadas, que só estavam disponíveis no formato QuickTime, um software proprietário da Apple Inc.

## Recepção
Antitrust recebeu principalmente críticas negativas, e tem um consenso "Rotten" de 24% no Rotten Tomatoes, baseado em 106 avaliações, com uma pontuação média de 4 em 10. O resumo afirma "Devido ao uso de dispositivos clichê e lúdico, este thriller é mais previsível do que suspense. Além disso, a atuação é ruim". O filme também tem uma pontuação de 31 a 100, com base em 29 avaliações, no Metacritic.
Roger Ebert, do Chicago Sun-Times, deu ao filme duas estrelas em quatro. O Linux.com apreciou a mensagem de código aberto do filme, mas achou que o filme no geral estava fraco, dizendo que "AntiTrust provavelmente vale um ingresso de US$7.50 em uma noite em que você não tem mais nada planejado".
James Keith La Croix de Metro Times do Detroit deu ao filme quatro estrelas, impressionado que "Antitrust é um thriller que realmente emociona".
O filme ganhou tanto o Cálice de Ouro de Melhor Longa-Metragem, quanto Melhor Diretor de Howitt, no Festival Internacional de Cinema de Xangai de 2001 .

## Mídia doméstica
Antitrust foi lançado como um DVD "Special Edition" em 15 de maio de 2001, e em VHS em 26 de dezembro de 2001. O DVD apresenta comentários em áudio do diretor e editor, um documentário exclusivo, cenas deletadas e alternativas abrindo e fechando sequências com o comentário do diretor, o videoclipe "When It All Goes Wrong Again" da banda Everclear (que é tocado no início dos créditos finais), e o trailer original . O DVD foi reeditado em 1 de agosto de 2006. Foi lançado em Blu-ray Disc em 22 de setembro de 2015.